# Selleri
Selleri (Apium) er en slægt med ca. 20 arter, der er udbredt i de nordlige dele af både Amerika og Eurasien. Det er et- eller toårige, urteagtige planter med hårløse stængler og blade. Stænglerne er oprette og rankefurede. Bladene er stilkede med hindeagtige bladskeder og fjersnitdelte til uligefinnede bladplader. Randen er hel eller meget groft tandet. Blomsterne er samlet i forholdsvis små, ende- eller sidestillede skærme, der selleri (Apium) er en slægt med ca. 20 arter, der er udbredt i de nordlige dele af både Amerika og Eurasien. Det er et- eller toårige, urteagtige planter med hårløse stængler og blade. Stænglerne er oprette og samles i større skærme. De enkelte blomster er regelmæssige og 5-tallige med hvide til grønligt gule kronblade. Frugterne er kuglerunde til aflange, men afrundede nødder.

## Arter
Nogle af arterne i slægten Apium
- Felt Selleri (Apium graveolens) – med de dyrkede varianter:
  - Bladselleri (Apium graveolens var. dulce)
  - Mellemselleri (Apium graveolens var. rapaceum)
  - Rankeselleri (Apium graveolens var. secalinum)
- Svømmende sumpskærm (Apium inundatum)
- Krybende sumpskærm (Apium repens)

### Andre arter
- Apium australe
- Apium bermejoi
- Apium filiforme
- Apium laciniatum
- Apium nodiflorum
- Apium panul
- Apium prostratum